# Mods & Rockers
Con l'espressione inglese Mods and Rockers s'intende il conflitto fra le subculture mod e rocker, iniziato negli anni sessanta in Inghilterra.
Questo conflitto focalizzò l'attenzione dei media sul disagio giovanile e le subculture furono demonizzate a lungo, finché all'inizio degli anni settanta l'attenzione su questa rivalità cessò per focalizzarsi sulle subculture emergenti degli hippy e degli skinhead.

## Le origini
Fin dalla nascita, i due movimenti rocker e mod presentavano diverse divergenze:
- i rocker vestivano in pelle ed utilizzavano spille ed oggetti metallici, mentre al contrario i mod erano soliti vestirsi elegantemente o con parka militari;
- i rocker portavano capelli impomatati e basette lunghe o baffi, mentre i mod avevano un look più curato;
- i rocker utilizzavano motociclette, mentre i mod erano accaniti guidatori di scooter;
- i rocker ascoltavano principalmente rock and roll cantato dagli artisti bianchi degli anni 50 e 60 come Elvis Presley, Gene Vincent e Eddie Cochran, mentre i mod ascoltavano il jazz e rock britannico di gruppi come The Who, The Kinks, The Yardbirds e The Beatles pur avendo successivamente iniziato a focalizzarsi anche su altri generi come il soul e lo ska, principalmente opera di musicisti afroamericani.

Nel tempo queste differenze portarono i rocker, dall'aspetto più mascolino, a ritenere i mod dei tossicodipendenti effeminati e snob, mentre questi ultimi a ritenere i rocker dei bulli ignoranti e cafoni, e a considerarli dei "ribelli senza uno scopo", ossia persone che si ritenevano diverse ma la cui "ribellione" era in realtà soltanto una moda.

## Scontri
Laddove le zone occupate da esponenti delle due subculture si sovrapponevano o erano di dubbia attribuzione (ad esempio le spiagge), era possibile assistere a scontri fra le due fazioni, durante i quali venivano utilizzati coltelli a serramanico, mazze o ami da pesca cuciti nei risvolti delle giacche.
Il più importante conflitto fra mod e rocker avvenne il 29 marzo 1964 a Clacton, nel periodo pasquale, ed ispirò Franco Migliacci per il testo del brano Uno dei mods, lanciato nel 1965 da Ricky Shayne. Altri scontri avvennero durante particolari giorni festivi in alcune località balneari dell'Inghilterra meridionale, dove molti londinesi passano l'estate, quali Margate, Broadstairs e Brighton  (ad esempio il 18 e 19 maggio 1964), quando migliaia di mod si trovarono a fronteggiare altrettanti rocker. A Brighton, dei mod aggredirono i rocker durante un concerto: le risse durarono due giorni consecutivi e si spostarono fino ad Hastings (da qui il nome di "seconda battaglia di Hastings" dato all'evento dai giornali).

## Panico morale
Stanley   Cohen, un sociologo inglese, negli anni '70 coniò per l'occasione il termine panico morale: ovvero un panico di massa ingiustificato su una minaccia di piccola entità o inesistente, enfatizzato dai mass media. Il tutto è da ricondurre alla stampa dell'epoca che decise di raccontare al pubblico britannico gli scontri tra i gruppi (nulla al di fuori dall'ordinario, rispetto ad alcune risse da bar se non per l'elevato numero dei partecipanti) come un fenomeno epocale, con un gran numero di bande organizzate di vandali rivali che, a bordo delle loro motociclette e dei loro scooter, la notte mettevano a ferro e fuoco le tranquille città dell'Inghilterra.
Come ha ricostruito Cohen, in realtà non c’erano mai state bande organizzate all'opera, e tra le persone coinvolte nelle risse, la moto era posseduta solo da una piccola parte di individui. Prima dei racconti dei giornali, nemmeno esisteva una netta rivalità tra le due sottoculture biker; essa si consolidò invece dopo la pubblicità ottenuta.

## L'influenza del conflitto nella cultura di massa
- Nel film dei Beatles Tutti per uno (A Hard Day's Night, 1964), un giornalista chiede a Ringo Starr se fosse un mod o un rocker: a questa domanda il batterista risponde "I'm a mocker" (in inglese "Sono uno scimmiottatore").[5]
- Le canzoni Uno dei mods (1965) e Vi saluto amici mods (1966) cantate da Ricky Shayne furono due successi degli anni sessanta in Italia, nonostante le idee abbastanza confuse degli autori (es. si parla di mods con giacche di cuoio); nella prima delle due canzoni è descritto proprio uno scontro tra mods e rockers. Nel 1966 venne realizzato anche il musicarello La battaglia dei Mods (Uno dei Mods) ispirato a queste canzoni con Shayne protagonista.
- Fumo di Londra (1966), film di Alberto Sordi
- Il film Quadrophenia del 1979 è un inno alla subcultura mod e ne cita anche i contrasti coi rockers.
- La canzone Rumble In Brighton degli Stray Cats, contenuta nel loro album d'esordio del 1981, si ispira al conflitto mod/rocker.
- Il Mods & Rockers Film Festival si tiene annualmente a Hollywood dal 1999, ma raramente presenta film sul conflitto, limitandosi spesso a film puramente mod (inteso come "moderno") o puramente rocker (inteso come inerente al rock and roll).[6]
- Nel fumetto di Dave Gibbons The Originals del 2004 è rappresentata una versione futuristica del conflitto: i mods sono rappresentati dagli Originals, mentre i rockers sono rappresentati dai Dirt, che guidano motociclette tipo hovercraft.